# João Miranda
João Miranda de Souza Filho (1984. szeptember 7. –) brazil válogatott labdarúgó, aki visszavonulása előtt utoljára a São Paulo játékosa volt.

## Sikerei, díjai

### Klub
- São Paulo
  - Série A:: 2006, 2007, 2008
  - Campeonato Paulista: 2021

- Atlético Madrid
  - La Liga: 2013–14
  - Spanyol kupa: 2012–13
  - Spanyol szuperkupa: 2014
  - Európa-liga: 2011–2012-es Európa-liga
  - UEFA-szuperkupa: 2012-es UEFA-szuperkupa

- Csiangszu Szuning
  - Kínai Szuperliga: 2020

#### A válogatottban
- Brazil labdarúgó-válogatott
  - Konföderációs kupa: 2009
  - Copa América: 2019

### Egyéni
- A brazil bajnokság év csapatának tagja: 2007, 2008, 2009, 2010
- Bola de Prata: 2008, 2009

## Statisztika
2019 május 26.
| Klub               | Szezon           | Bajnokság | Bajnokság | Kupa  | Kupa | Nemzetközi | Nemzetközi | Egyéb | Egyéb | Összesen | Összesen |
| Klub               | Szezon           | Mérk.     | Gól       | Mérk. | Gól  | Mérk.      | Gól        | Mérk. | Gól   | Mérk.    | Gól      |
| ------------------ | ---------------- | --------- | --------- | ----- | ---- | ---------- | ---------- | ----- | ----- | -------- | -------- |
| Coritiba           | 2004             | 40        | 2         | —     | —    | —          | —          | —     | —     | 40       | 2        |
| Coritiba           | 2005             | 9         | 0         | —     | —    | —          | —          | —     | —     | 9        | 0        |
| Coritiba           | Összesen         | 49        | 2         | —     | —    | —          | —          | —     | —     | 49       | 2        |
| Sochaux            | 2005–06          | 20        | 0         | 0     | 0    | —          | —          | —     | —     | 20       | 0        |
| Sochaux            | Összesen         | 20        | 0         | 0     | 0    | —          | —          | —     | —     | 20       | 0        |
| São Paulo          | 2006             | 14        | 1         | —     | —    | —          | —          | —     | —     | 14       | 1        |
| São Paulo          | 2007             | 35        | 2         | —     | —    | —          | —          | —     | —     | 35       | 2        |
| São Paulo          | 2008             | 24        | 0         | —     | —    | 10         | 1          | —     | —     | 34       | 1        |
| São Paulo          | 2009             | 28        | 0         | —     | —    | 6          | 0          | —     | —     | 34       | 0        |
| São Paulo          | 2010             | 27        | 1         | —     | —    | 11         | 0          | —     | —     | 38       | 1        |
| São Paulo          | 2011             | 17        | 1         | 6     | 0    | —          | —          | —     | —     | 23       | 4        |
| São Paulo          | Összesen         | 145       | 5         | 6     | 0    | 27         | 1          | 0     | 0     | 178      | 6        |
| Atlético de Madrid | 2011–12          | 27        | 1         | 2     | 0    | 15         | 1          | —     | —     | 44       | 2        |
| Atlético de Madrid | 2012–13          | 35        | 2         | 6     | 1    | 3          | 0          | 1     | 1     | 45       | 4        |
| Atlético de Madrid | 2013–14          | 32        | 2         | 5     | 0    | 13         | 2          | 2     | 0     | 52       | 4        |
| Atlético de Madrid | 2014–15          | 23        | 3         | 3     | 0    | 8          | 0          | 2     | 0     | 36       | 3        |
| Atlético de Madrid | Összesen         | 117       | 8         | 16    | 1    | 39         | 3          | 5     | 1     | 177      | 13       |
| Internazionale     | 2015–16          | 32        | 1         | 2     | 0    | —          | —          | —     | —     | 34       | 1        |
| Internazionale     | 2016–17          | 32        | 0         | 1     | 0    | 3          | 0          | —     | —     | 36       | 0        |
| Internazionale     | 2017–18          | 31        | 0         | 0     | 0    | —          | —          | —     | —     | 31       | 0        |
| Internazionale     | 2018–19          | 15        | 0         | 1     | 0    | 5          | 0          | —     | —     | 20       | 0        |
| Internazionale     | Összesen         | 109       | 1         | 4     | 0    | 8          | 0          | —     | —     | 121      | 1        |
| Karrier Összesen   | Karrier Összesen | 423       | 15        | 27    | 1    | 74         | 4          | 22    | 2     | 546      | 22       |

### Válogatott
2019. július 2-án lett frissítve.
| Brazília | Brazília | Brazília |
| -------- | -------- | -------- |
| 2009     | 6        | 0        |
| 2013     | 1        | 0        |
| 2014     | 6        | 0        |
| 2015     | 14       | 0        |
| 2016     | 10       | 1        |
| 2017     | 6        | 0        |
| 2018     | 11       | 2        |
| 2019     | 4        | 0        |
| Összesen | 58       | 3        |

### Válogatott góljai
| #  | Dátum               | Helyszín                                         | Ellenfél    | Gólja | Végeredmény | Kiírás                   |
| -- | ------------------- | ------------------------------------------------ | ----------- | ----- | ----------- | ------------------------ |
| 1. | 2016. szeptember 6. | Arena da Amazônia, Manaus, Brazília              | Kolumbia    | 1–0   | 2–1         | Világbajnokság-selejtező |
| 2. | 2018. március 23.   | Luzsnyiki Stadion, Moszkva, Oroszország          | Oroszország | 1–0   | 3–0         | Barátságos               |
| 3. | 2018. október 16.   | King Abdullah Sports City, Dzsidda, Szaúd-Arábia | Argentína   | 1–0   | 1–0         | Barátságos               |